# Charles Victor Daremberg
Charles Victor Daremberg (Dijon (Borgonya-Franc Comtat), 14 de març de 1817 - Le Mesnil-le-Roi (Illa de França), 24 d'octubre de 1872) fou un metge i historiador de la medicina francès.

## Biografia
Va néixer el 1817 a Dijon de pares desconeguts, a la casa d'una llevadora que el va registrar només sota el nom de Charles Victor.
Després dels estudis inicials al seminari, va estudiar medicina a Dijon i després a París, on es va graduar el 1841 amb una tesi, que ja prefigurava els seus interessos històrics, sobre el coneixement de Galè del sistema nerviós.
Daremberg va ensenyar història de la medicina a la Universitat de París i va fer nombrosos viatges als principals països europeus, inclosa Itàlia, que va visitar en companyia d'Ernest Renan (tots dos es trobaven a Roma i altres ciutats d'Itàlia —incloses Nàpols, Montecassino, Florència— el 1849-50) a la recerca de manuscrits antics. Entre les seves obres sobre història de la medicina, a més de la coneguda Histoire des sciences medicals, publicada el 1870, cal destacar la col·lecció, en col·laboració amb Salvatore De Renzi i August Wilhelm Henschel, de documents i tractats de l'Escola Mèdica Salernitana, la primera i més important institució mèdica d'Europa a l'edat mitjana i la publicació, editada per Daremberg, acompanyada d'una traducció al francès, del Corpus Hippocraticum, col·lecció de prop de setanta obres, en part atribuïbles a Hipòcrates, que tracten diversos temes, inclosa la medicina, escrita en grec antic.
Juntament amb l'arqueòleg francès Edmond Saglio (1828-1911), va dirigir el Dictionnaire des antiquités grècques et romaines, un repertori monumental de la civilització greco-romana, publicat en deu volums entre 1873 i 1919.
Va morir a Le Mesnil-le-Roi, a Île-de-France, als cinquanta-cinc anys el 1872.

## Obres seleccionades
- Lefevre Carpentier, ed. (1843). Obres seleccionades d'Hipòcrates (en italià). Text en línia de la segona edició (1855). París.
- Assaig sobre la determinació i les característiques dels períodes de la història de la medicina (en francès). París: Baillière. 1850.
- Collectio Salernitana, ossia Documenti inediti e trattati di medicina appartenenti alla Scuola medica salernitana, 5 vol. (en italià). Nàpols: Sebezio. 1852-1859.
- Labé, ed. (1855). Obres seleccionades d'Hipòcrates, traduïdes a partir de textos manuscrits i impresos, acompanyades d'arguments, notes i precedida d'una introducció general, pel doctor Ch. Daremberg, bibliotecari de la Biblioteca Mazarine, bibliotecari honorari de l'Acadèmia de medicina, […] (en francès). París.
- Medicina a Homer o Estudis arqueològics sobre metges, anatomia, fisiologia, cirurgia i medicina en poemes homèrics (en francès). Text en línia. París: Llibreria Didier Academic. 1865. Consultat el 29 d'abril de 2018.
- Daremberg, Charles Victor. La Médecine, Histoire et Doctrines.  París: Librairie Academique Didier, 1865.
- Baillière, ed. (1867). Recerca sobre l'estat de la medicina durant el període primitiu de la història hindú (en francès). París.
- Baillière, ed. (1870). Història de les ciències mèdiques: comprèn l'anatomia, la fisiologia, la medicina, la cirurgia i les doctrines de la patologia general des dels temps històrics fins a Harvey, 2 vol. (en francès). París.
- Diccionari d'antiguitats gregues i romanes segons textos i monuments, que conté l'explicació de termes relatius a costums, institucions, religió, arts, ciències, vestuari, mobles, guerra, a la marina, als oficis, a les monedes, pesos i mesures, [ ...], i en general a la vida pública i privada dels antics (en francès). París: Hachette. 1873-1919.